# Carrer d'Eivissa (València)
El carrer d'Eivissa és una via urbana de la ciutat de València situada a l'est de la ciutat. Està dedicada a l'illa d'Eivissa, illa pitiüsa de les Illes Balears. Per la seua proximitat a la mar (800 metres) està dedicada com altres carrers dels voltants a illes o arxipèlags.
L'inici del carrer i del carrer de Menorca té parades de les línies de l'EMT de València: 1, 2, 3, 4, 19, 30, N8 i N9, a més d'altra parada al carrer de Joan Verdeguer de les línies 2, 3, 4, 19, 30 i N8.
L'"Associació de Veïns de Natzaret" reclamen el soterrament complet de les vies del tren, ja que han sigut soterrades pel carrer d'Eivissa i el carrer de la Serradora però encara separen el barri de Natzaret de la resta de la ciutat.